# Emory
Emory és una ciutat i seu del Comtat de Rains a l'estat de Texas dels Estats Units d'Amèrica.

## Demografia
Segons el cens dels Estats Units del 2000 Emory tenia 1.021 habitants, 410 habitatges, i 261 famílies. La densitat de població era de 254,3 habitants per km².
Dels 410 habitatges en un 32,4% hi vivien nens de menys de 18 anys, en un 43,9% hi vivien parelles casades, en un 17,1% dones solteres, i en un 36,3% no eren unitats familiars. En el 33,4% dels habitatges hi vivien persones soles el 21,2% de les quals corresponia a persones de 65 anys o més que vivien soles. El nombre mitjà de persones vivint en cada habitatge era de 2,32 i el nombre mitjà de persones que vivien en cada família era de 2,93.
Per edats la població es repartia de la següent manera: un 25,5% tenia menys de 18 anys, un 8,2% entre 18 i 24, un 26,2% entre 25 i 44, un 18,5% de 45 a 60 i un 21,6% 65 anys o més.
L'edat mediana era de 38 anys. Per cada 100 dones de 18 o més anys hi havia 76,2 homes.
La renda mediana per habitatge era de 30.119 $ i la renda mediana per família de 34.375 $. Els homes tenien una renda mediana de 31.685 $ mentre que les dones 18.393 $. La renda per capita de la població era de 15.107 $. Aproximadament el 10,5% de les famílies i el 13,7% de la població estaven per davall del llindar de pobresa.

## Poblacions properes
El següent diagrama mostra les poblacions més properes.